# مانفرد پتز
مانفرد پتز (انگلیسی: Manfred Petz؛ زادهٔ ۵ مهٔ ۱۹۶۱) بازیکن فوتبال اهل آلمان است.
از باشگاه‌هایی که در آن بازی کرده‌است می‌توان به باشگاه فوتبال وهن ویسبادن و باشگاه فوتبال ماینتس ۰۵ اشاره کرد.